# 브로멕스 킨텍스 타워
브로멕스 킨텍스 타워(영어: Bromex Kintex Tower)는 대한민국 경기도 고양시 일산서구 대화동에 2007년에 착공하여 2011년에 완공한다는 계획이 있는데 이미 취소되었다. 재추진을 하면서 계획이 끝나면 착공할 예정이다.

## 내부 시설
영화, 방송업체들이 주로 입주하는 첨단 업무시설로 구성되고 300가구 미만의 아파트와 상업시설도 들어설 예정이었다. 1층부터 9층까지는 백화점 등 상업시설, 10층부터 39층까지는 오피스, 40층부터 59층까지는 5성급 호텔, 60층부터 79층까지는 프리미엄 레지던스, 80층부터 100층까지는 전망대 등 상업시설이 들어설 예정이었다.
| 층수                | 시설               |
| ------------------- | ------------------ |
| 80층 ~ 100층        | 전망대 등 상업시설 |
| 60층 ~ 79층         | 프리미엄 레지던스  |
| 40층 ~ 59층         | 5성급 호텔         |
| 10층 ~ 39층         | 오피스             |
| 1층 ~ 9층           | 백화점 등 상업시설 |
| 지하 4층 ~ 지하 1층 | 지하주차장         |

## 같이 보기
- 킨텍스
- 대한민국의 마천루 목록
- 아시아의 마천루 목록
- 경기도의 마천루 목록
- 고양시의 마천루 목록